# Denonville
Denonville é uma comuna francesa na região administrativa do Centro, no departamento Eure-et-Loir. Estende-se por uma área de 12,91 km². Em 2010 a comuna tinha 777 habitantes (densidade: 60,2 hab./km²).